# Kabinett Bismarck/Roon
Das Kabinett Bismarck/Roon bildete vom 23. September 1862 bis 30. März 1890 das von König Wilhelm I. und seinen Nachfolgern Friedrich III. und Wilhelm II. berufene Preußische Staatsministerium. Nach dem Scheitern der Vorgängerregierung am Preußischen Verfassungskonflikt mit der liberalen Kammermehrheit um die Mitbestimmung des Landtags in Militärangelegenheiten und grundsätzlich um die Parlamentarisierung Preußens, setzte Wilhelm I. mit Otto von Bismarck einen Konfliktminister ein. Bismarck beendete den Verfassungskonflikt erfolgreich für die Krone durch die Erfolge seiner Politik in den Kriegen gegen Dänemark 1864 und Österreich und seine deutschen Verbündeten 1866, die es ihm ermöglichten die nachträgliche Steuerbewilligung im Indemnitätsgesetz als Versöhnungsangebot an die Liberalen durch das Abgeordnetenhaus bewilligt zu bekommen. Der rechte Teil der Liberalen spaltete sich nun als Nationalliberale Partei von der Fortschrittspartei ab und unterstützte ihn fortan. In der Amtszeit des Kabinetts gelang 1871 die Deutsche Reichsgründung unter preußischer Hegemonie, die allerdings auch die Einordnung Preußens als Bundesstaat in das Reich bedeutete.
Albrecht von Roon löste Bismarck während des Jahres 1873 als preußischer Ministerpräsident ab, um den Reichskanzler zu entlasten. Diese Ämtertrennung bewährte sich allerdings nicht, sodass Bismarck schon Ende 1873 wieder in das Ministerpräsidentenamt zurückkehrte.
| Amt                                                                                      | Name |
| ---------------------------------------------------------------------------------------- | --- |
| Ministerpräsident                                                                        | Otto von Bismarck, 23. September (interim)/8. Oktober 1862 (definitiv) – 21. Dezember 1872 (ab 14. Juli 1867 gleichzeitig Bundeskanzler; ab 4. Mai 1871 Reichskanzler) Albrecht von Roon, 1. Januar 1873 – 9. November 1873 Otto von Bismarck, ab 9. November 1873 (gleichzeitig Reichskanzler) |
| Vizepräsident, seit 9. November 1873                                                     | Otto Camphausen, 9. November 1873 – 23. März 1878 (Liberale) Otto zu Stolberg-Wernigerode, 29. Mai 1878 – 17. Juni 1881 (DRP) (gleichzeitig Vizekanzler) Robert Viktor von Puttkamer, 8. Oktober 1881 – 8. Juni 1888 (DKP) Karl Heinrich von Boetticher, ab 16. August 1888 (DRP) (gleichzeitig Vizekanzler) |
| Äußeres                                                                                  | Albrecht von Bernstorff, 23. September – 8. Oktober 1862 Otto von Bismarck, ab 8. Oktober 1862 |
| Finanzen                                                                                 | August von der Heydt, 23. September – 30. September 1862 (kommissarisch) Carl von Bodelschwingh, 30. September 1862 – 2. Juni 1866 (Altkonservative) August von der Heydt, 2. Juni 1866 – 26. Oktober 1869 Otto Camphausen, 26. Oktober 1869 – 23. März 1878 (Liberale) Arthur Hobrecht, 30. März 1878 – 5. Juli 1879 (NLP) Carl Hermann Bitter, 5. Juli 1879 – 28. Juni 1882 Adolf von Scholz, ab 28. Juni 1882 (DRP)                                             |
| Geistliche, Unterrichts- und Medizinal-Angelegenheiten                                   | Heinrich von Mühler, 23. September 1862 – 17./22. Januar 1872 Adalbert Falk, 22. Januar 1872 – 13. Juli 1879 (Altliberale, ab 1877 DRP) Robert Viktor von Puttkamer, 13. Juli 1879 – 17. Juni 1881 (DKP) Gustav von Goßler, ab 17. Juni 1881 (DKP) |
| Handel, Gewerbe und öffentliche Arbeiten (bis 17. April 1878), danach Handel und Gewerbe | Heinrich Wilhelm von Holtzbrinck, 30. September – 8. Oktober 1862 (KP) Heinrich Friedrich von Itzenplitz, 8. Oktober/8. Dezember 1862 – 23. April/13. Mai 1873 (konservativ) Heinrich Achenbach, 23. April/13. Mai 1873 – 30. März 1878 (DRP) Albert Maybach, 30. März 1878 – 14. März/14. Juli 1879 Karl Hofmann, 14. März/14. Juli 1879 – 23. August 1880 Otto von Bismarck, 13. September 1880 – 31. Januar 1890 Hans Hermann von Berlepsch, ab 31. Januar 1890 |
| öffentliche Arbeiten (seit 17. April 1878)                                               | Heinrich Achenbach, 17. April 1878 – 3. März 1879 (DRP) Albert von Maybach, ab 14. März/14. Juli 1879 |
| Justiz                                                                                   | Leopold zur Lippe-Biesterfeld-Weißenfeld, 23. September 1862 – 5. Dezember 1867 (konservativ) Adolph Leonhardt, 5. Dezember 1867 – 29. Oktober 1879 Heinrich von Friedberg, 29. Oktober 1879 – 16. Januar 1889 Hermann von Schelling, ab 31. Januar 1889 |
| Inneres                                                                                  | Gustav von Jagow, 23. September – 8. Dezember 1862 (KP) Friedrich zu Eulenburg, 8. Dezember 1862 – 30. März 1878 (beurlaubt seit 25. Oktober 1877; vertreten durch Landwirtschaftsminister Friedenthal) Botho zu Eulenburg, 30. März 1878 – 25-Februar 1881 (DKP) Robert Viktor von Puttkamer: 11. März (komm.)/17. Juni 1881 – 8. Juni 1888 (DKP) Ernst Ludwig Herrfurth, ab 2. Juli 1888                                                                         |
| Landwirtschaft (bis 13. März 1879), danach Landwirtschaft, Domänen und Forsten           | Heinrich Friedrich von Itzenplitz, 23. September – 8. Dezember 1862 (konservativ) Werner von Selchow, 8. Dezember 1862 – 13. Januar 1873 (konservativ) Otto von Königsmarck, 13. Januar 1873 – 8. Dezember 1873 (konservativ) Heinrich Achenbach, 8. Dezember 1873 – 19. September 1874 (in Vertretung) (DRP) Karl Rudolf Friedenthal, 19. September 1874 – 13. Juli 1879 (DRP) Robert Lucius von Ballhausen, ab 13. Juli 1879 (DRP)                               |
| Krieg                                                                                    | Albrecht von Roon, 23. September – 1. Januar/9. November 1873 (konservativ) Georg von Kameke, 1. Januar (faktisch, Stellvertreter Roons und Staatsminister)/9. November 1873 – 3. März 1883 Paul Bronsart von Schellendorff, 3. März 1883 – 8. April 1889 Julius von Verdy du Vernois, ab 8. April 1889 |
| Marine (bis 31.12.1871)                                                                  | Albrecht von Roon |

Ab 1869 wurden Bundes- bzw. Reichsbeamte zu Ministern ohne Ressort ernannt, damit sie an Sitzungen des Staatsministeriums teilnehmen durften, an denen Bundes- bzw. Reichsangelegenheiten auf der Tagesordnung standen. Sie sind als reine Titularminister zu verstehen und ihre Ernennung als Lösung für die Probleme, die sich aus der nun notwendigen Verklammerung der Politik von Preußen und Reich ergaben. Die hier angegebenen Amtszeiten beziehen sich nur auf die Zeit als preußische Minister, die von der Amtszeit im Bund bzw. Reich abweichen kann.
| Amt                                          | Name |
| -------------------------------------------- | --- |
| Präsident des Bundes- bzw. Reichskanzleramts | Rudolph von Delbrück, 26. November 1869 – 6. Juni 1876 Karl Hofmann, 1. Juni 1876 – 14. März 1879                                                                     |
| Reichsamt des Innern                         | Karl Hofmann, 14. März 1879 – 23. August 1880 Karl Heinrich von Boetticher, ab 13. September 1880                                                                     |
| Auswärtiges Amt                              | Bernhard Ernst von Bülow, 6. Juni 1876 – 20. Oktober 1879 Paul von Hatzfeldt, 9. Oktober 1882 – 24. Oktober 1885 Herbert von Bismarck, 22. April 1888 – 26. März 1890 |
| Kaiserliche Admiralität                      | Albrecht von Stosch, 1./8. Januar 1872 – 20. März 1883 |